# Niederstetten
Niederstetten település Németországban, azon belül Baden-Württembergben. Lakosainak száma 4922 fő (2023. december 31.). Niederstetten Weikersheim, Bad Mergentheim, Creglingen, Mulfingen és Schrozberg községekkel határos.

## Népesség
A település népessége az elmúlt években az alábbi módon változott:
| Lakosok száma | 5075 | 5307 | 4992 | 4801 | 5218 | 5477 | 5526 | 5423 | 4858 | 4922 |
|               | 1961 | 1967 | 1974 | 1980 | 1987 | 1993 | 2000 | 2006 | 2013 | 2023 |